# Flughafen Tscheboksary

i7
i11
i13
Der Flughafen Tscheboksary (russisch Аэропорт Чебоксары, IATA-Code: CSY, ICAO-Code: UWKS) liegt 9 km südöstlich der Stadt Tscheboksary in Russland. Auf ihm können mittelgroße Flugzeuge und Hubschrauber starten und landen. Es werden Personen sowie Fracht befördert. Der Flughafen war bis zu deren Auflösung Basis der Fluggesellschaft Chuvashia Airlines.

## Flugverbindungen
Vom Flughafen Tscheboksary gibt es täglich Verbindungen zu den Moskauer Flughäfen Scheremetjewo und Wnukowo. Seit Oktober 2015 bedient die russische Billigfluggesellschaft Pobeda den Flughafen. Im Sommerflugplan 2017 existieren außerdem Verbindungen nach Sankt Petersburg, Ufa, Sotschi, Simferopol und Anapa.
Die Fluggesellschaft Nordwind bietet Flüge nach Antalya an.

## Ausbaupläne
Am 27. Mai 2016 wurde bekannt, dass der Flughafen in Zukunft durch die OOO Meschdunarodny Aeroport Tscheboksary betrieben wird, ein Joint Venture des Moskauer Flugzeugbetankungsunternehmens Aerofuels und der Firma OOO Aerotechnologii. Es wurden so gut wie alle Mitarbeiter der ehemals staatlichen Betreiberfirma übernommen. Es solle in den nächsten Jahren über 500 Mio. Rubel in den Ausbau des Flughafens investiert werden. So soll unter anderem ein neues Gebäude für die Flughafenfeuerwehr entstehen.

## Zwischenfälle
Aufgrund einer vereisten Landebahn kam am 11. November 2016 eine Boeing 737-800 der Fluggesellschaft Pobeda, welche aus Moskau kam, von der Landebahn ab. Die Maschine rutschte nach abgeschlossenem Landevorgang beim Umdrehen von der Landebahn. Alle 184 Passagiere blieben unversehrt und konnten aus dem Flugzeug gerettet werden. Der Flughafen blieb nach dem Zwischenfall für mehrere Stunden geschlossen, da es wegen des Glatteises nicht gelang, das Flugzeug auf eine Parkposition zu schleppen.